# 雪に咲いたバラ
『雪に咲いたバラ』（ゆきにさいたバラ、ドイツ語: Gruppenbild mit Dame）は、1977年に公開されたアレクサンドル・ペトロヴィッチ監督によるドイツ・フランス合作のドラマ映画。この映画は第30回カンヌ国際映画祭に出品された。ドイツのノーベル賞作家ハインリヒ・ベルの小説『女のいる群像』を原作としている。

## キャスト
| 役名           | 俳優                         | 日本語吹替                         |
| 役名           | 俳優                         | TBS版                              |
| -------------- | ---------------------------- | ---------------------------------- |
| レニー         | ロミー・シュナイダー         | 谷育子                             |
| ボリス         | ブラッド・ドゥーリフ         | 田中秀幸                           |
| グルーテン     | リヒャルト・ミュンヒ         | 宮川洋一                           |
| ペルツァー     | ミシェル・ガラブリュ         | 亀井三郎                           |
| ボルディック   | リュディガー・フォーグラー   | 寺島幹夫                           |
| オットー       | ルドルフ・シュンドラー       | 藤本譲                             |
| シュルツ       | ミロサブ・アレシック         | 石森達幸                           |
| ラケル         | エヴァ・ラス                 | 青木和代                           |
| ハインリッヒ   | ヴィートゥス・ツェプリヒャル | 納谷六朗                           |
| エアハルト     | ヴァディム・グロウナ         | 平林尚三                           |
| ショーズドルフ | フリッツ・リヒテンハーン     | 藤城裕士                           |
| クレメンタイン | ミレナ・ドラヴィッチ         | 巴菁子                             |
| エアハルトの母 | ゼフィオン・ヘルムケ         | 山田礼子                           |
| フリーダ       |                              | 上山則子                           |
| ナレーション   | N/A                          | 藤本譲                             |
| 不明 その他    |                              | 山本千鶴 好村俊子                  |
|                |                              |                                    |
| 演出           | 演出                         | 蕨南勝之                           |
| 翻訳           | 翻訳                         | 入江敦子                           |
| 効果           | 効果                         | 遠藤堯雄/桜井俊哉                  |
| 調整           |                              |                                    |
| 制作           | 制作                         | 東北新社                           |
| 解説           |                              |                                    |
| 初回放送       | 初回放送                     | 1981年2月20日 『金曜ロードショー』 |